# San Antonio (Chile)
San Antonio é uma comuna da província de San Antonio, localizada na Região de Valparaíso, Chile. Possui uma área de 404,5 km² e uma população de 87.205 habitantes (2002).